# Sausage roll

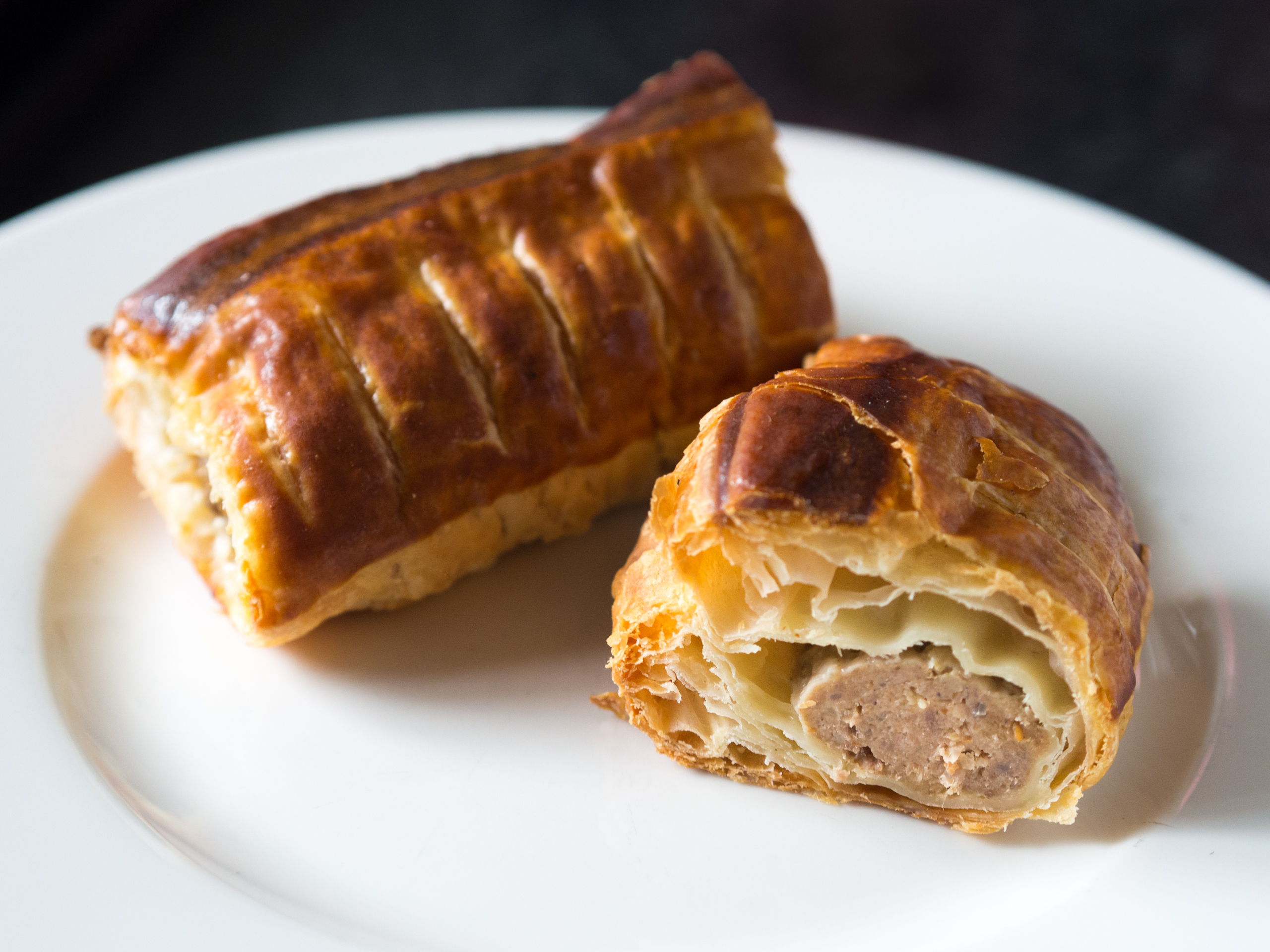
Niederländisches Saucijzenbroodje

Sausage roll ist ein herzhafter Imbiss aus Schweinebrät in Blätterteig. Im Münsterland ist dieser Imbiss als Münsterländer Wurstbrötchen und in den Niederlanden als Saucijzenbroodje bekannt. Sie ist ein Spezialfall der Würstchen im Schlafrock.

## Geschichte
Am 20. September 1809 erwähnte die Bury and Norwich Post den 75-jährigen T. Ling, einen Verkäufer von Saloop (eines Heißgetränks, das aus der Rinde von Sassafras albidum hergestellt wurde), Buns, und Sausage rolls. The Times erwähnte diesen Imbiss erstmals 1864, als William Johnstone, „Großhändler, Schweinfleischpastetenhersteller und Sausage roll Produzent“, wegen Erregung öffentlichen Ärgernisses eine Geldstrafe von 15 Pfund Sterling  erhielt, weil er in seinem Betrieb eine große Menge Fleisch lagerte, das ungesund und für die Herstellung von Lebensmitteln ungeeignet war. 1894 gewährte ein Fall von Diebstahl Einblick in die Herstellung von Sausage rolls im Viktorianischen Zeitalter: Dem angeklagten Auszubildenden wurde gelehrt, Vollkornbrot in Ocker, Salz, und Pfeffer einzuweichen, um ein Ersatzprodukt für die in der Füllung von Sausage rolls eingesetzte Rinderwurst herzustellen.

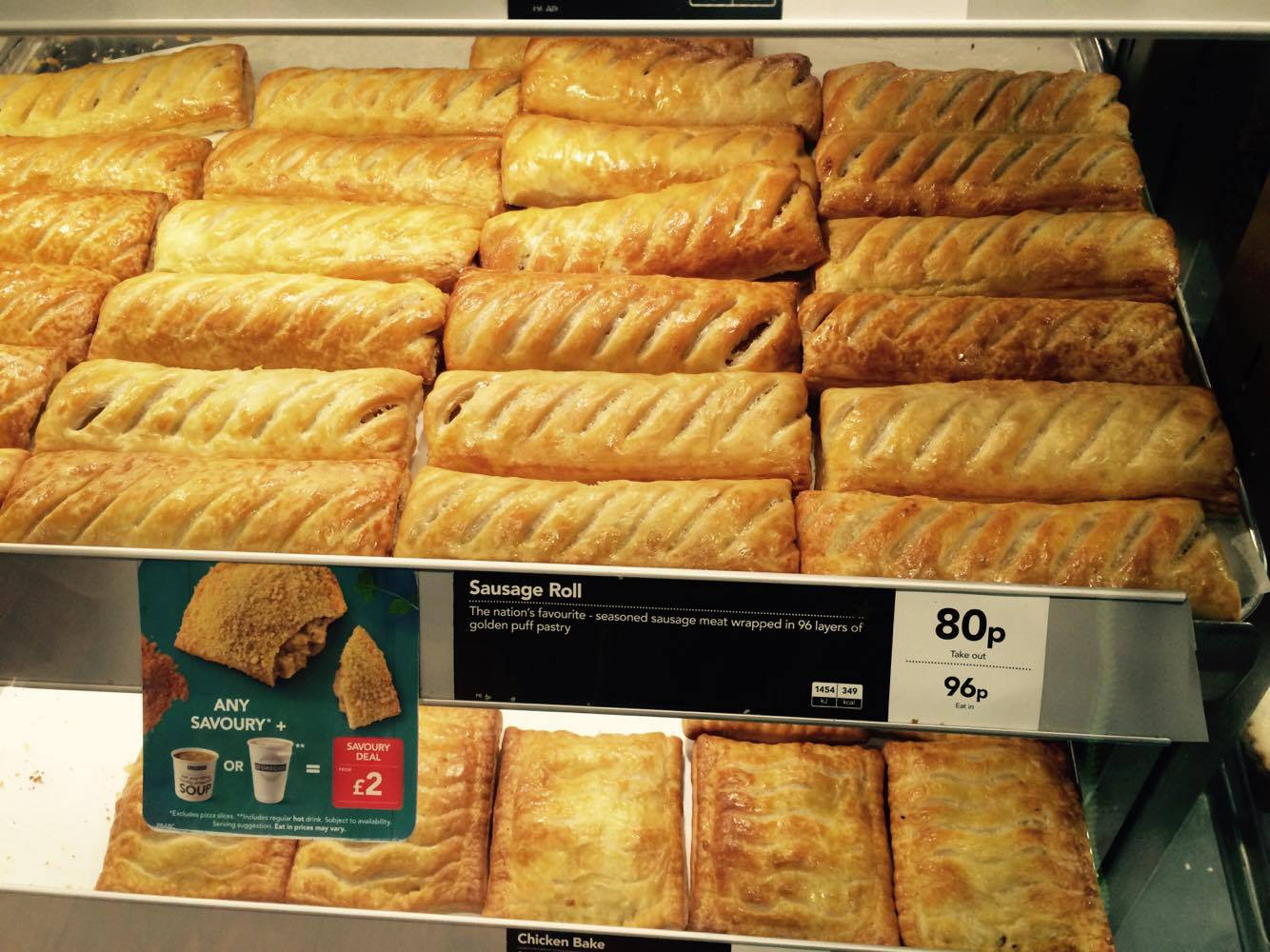
Sausage rolls der Bäckereikette 'Greggs' im Vereinigten Königreich

## Rezeption
- Die komische Oper The Grand Duke von Gilbert and Sullivan verwendet Sausage rolls in ihrer Handlung.[5]
- Auch in der Fernsehserie Blackadder werden Sausage rolls erwähnt. In der Folge  Zum König erkoren der ersten Staffel fürchtet die Königin  Gertrude von Flandern die Heimkehr des Königs, weil sie sich die ganze Nacht benutzt fühlt wie der Teigmantel einer Sausage roll. In der Episode Black Adder und die neue Kartoffel der zweiten Staffel dient die Freude von Queen Elizabeth I auf die Rückkehr von Walter Raleigh ihr als Vorwand dafür, einige ihrer ziemlich wilden Träume zu beschreiben, darunter ist einer, in der sie ein Sausage roll ist.
- Der britische Blogger LadBaby hatte drei britische Weihnachts-Nummer-eins-Hits in Folge, die sich mit dem Thema befassten: 
 2018  'We Built This City on Sausage Rolls' (Wir haben diese Stadt auf Wurstbrötchen gebaut)[6]; 
 2019 'I Love Sausage Rolls' (Ich liebe Wurstbrötchen)[7] und 
 2020 ' Sausage Rolls for Everyone (feat. Ed Sheeran & Elton John)' (Wurstbrötchen für Jedermann)